# 일평지주
일평지주, 한평지주(일본어: 一坪地主 히토쓰보지누시[*]), 또는 지분 쪼개기, 토지 쪼개기는 토지 소유자가 특정 지역의 땅을 1평(약 3.3m2) 단위 이하로 쪼개 다른 인물과 나눠갖고서 등기부 상 토지명의인(소유자)를 늘리는 행위이다. 이 일을 통해 1평이나 그 이하의 단위로 쪼개진 토지는 일평공유지라고 부른다. 보통 님비나 자연환경 보호, 그 외 기타 여러 이유로 특정 사업에 대한 국가의 토지수용절차를 까다롭게 만들거나 지역 내 토지사업 반대파가 많다는 것을 보여주기 위한 주민 운동으로 일평지주 운동이 일어난다.
비슷한 운동 형태로 입목 단위로 소유권을 분할하는 ‘입목 트러스트’가 있다. 이 행위는 일본 메이지 시기 제정된 입목에 관한 법률(약칭 입목법)에 따라 입목 소유자의 승낙 없이 무단 나무 벌채가 불가능하다는 점을 이용한 것이다. 실제로 위의 일평지주 운동과 같은 사건이 일어났던 예시로는 나리타 공항 문제(산리즈카 투쟁) 당시 공항 건설 반대 운동, 도호쿠·조에쓰 신칸센 반대 운동, 오키나와현 기지 반대 운동의 일평반전지주회 운동 등이 있었다.
그러나 대한민국의 경우, 이러한 행동은 주로 한 건물 안에 소유자의 수를 늘려서 조합원 자격을 얻으려는 제도로 운영되어 와 사회적 문제 현상이 되어 왔다.

## 주요 사례

### 나리타 공항
산리즈카 투쟁 당시 일평지주운동은 원래 일본사회당이 추진했던 사안으로 나리타 도모미, 사사키 고조우 등 여러 사회당 의원도 참여했다. 전 신도쿄국제공항공단 부총재인 야마모토 리키조우는 “영향이 대단하였다. 사회당의 주요 의원들의 이름이 있었다. 정당까지 이런 행위에 참여할 줄은 몰랐다”라고 말하기도 하였다.
산리즈카-시바야마 지역의 일평지주 운동은 700명의 토지 공유로 시작되어 한 때 1,200명까지 늘었으나 공항공단의 토지 인수로 400여명으로 줄어들었다. 이 때문에 산리즈카 시바야마 연합공항반대동맹은 1983년 재분할 운동을 추진한 결과 1985년 시점에서는 토지 소유자가 약 1,400명으로 증가하였으며 일평지주 운동은 현재까지 영향을 미쳐 2008년 시점에는 산리즈카 전 지역의 토지 소유자가 약 1,100명 정도인 것으로 추정된다. 한편 토지 재분할 운동 당시 여러 의견 대립으로 연합공항반대동맹은 "기타하라파"와 "아쓰타파"로 분열되었다.

### 오키나와현 기지 반대 운동
오키나와현의 주일 미군 기지에 대해 기지 내의 민간인 지주들이 연합하여 일평지주 운동을 벌인 적도 있다. 오키나와 내 미군 기지 반대 운동 단체인 "일평반전지주회"를 중심으로 미군기지 확장 반대 운동의 일환으로 일평지주 운동을 통해 기지 확장 예정지에 대해서 일평 단위로 땅을 쪼개 소유하기도 하였다. 1997년 기준 전부 합쳐 오키나와 미군 기지 내 대략 2,900명 가량이 일평지주로 기지를 위한 토지 강제 사용 법안에도 반대하고 있다.

## 같이 보기
- 내셔널 트러스트:
- 주민운동
- 님비
- 산리즈카 시바야마 연합공항반대동맹
- 주식 일주운동
- 합필 (토지)
- 분필 (토지)